# David Brewster
David Brewster (1781 - 1868) fue un científico escocés, destacado naturalista, inventor y escritor. Realizó investigaciones en el campo de la óptica, incluyendo la polarización de la luz y la birrefringencia de cristales bajo compresión, creando el campo de la mineralogía óptica. Así mismo, descubrió la fotoelasticidad.
Inventó el caleidoscopio, y perfeccionó el estereoscopio. También fue el primer Director en la Universidad de Saint Andrews de 1837 a 1859 y más adelante trabajó como director en la Universidad de Edimburgo, de 1859 a 1868.

## Semblanza
Brewster nació en Canongate de Jedburgh, Roxburghshire. Era hijo de Margaret Key (1753-1790) y de James Brewster (c. 1735-1815), rector de la Escuela Primaria de Jedburgh, donde era considerado un maestro de gran reputación. David era el tercero de seis hijos, dos hermanas y cuatro hermanos: James (1777-1847), ministro en Craig, Ferryden; David; George (1784-1855), ministro en Scoonie, Fife; y Patrick (1788-1859), ministro en la iglesia de la abadía de Paisley.
A la edad de 12 años, David fue enviado a la Universidad de Edimburgo (donde se graduó en 1800), destinado al clero. Recibió una licencia de ministro de la  Iglesia de Escocia, pero solo predicó desde el púlpito en una ocasión. Ya había mostrado una fuerte inclinación por las ciencias naturales, tendencia  fomentada por su proximidad con un "filósofo del autoaprendizaje, astrónomo y matemático" en palabras de Sir Walter Scott, el erudito de gran fama local James Veitch de Inchbonny, un hombre particularmente hábil construyendo telescopios.

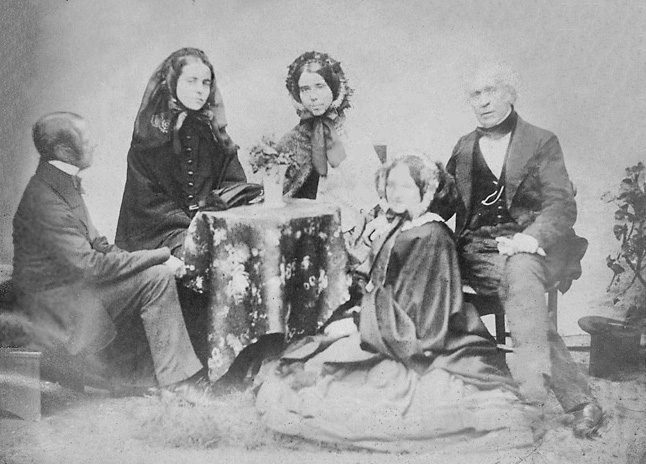
Calvert Jones, Lady Brewster (Jane Kirk Purnell), Mrs. Jones, David Brewster y Miss Parnell (sentada)

Brewster se casó dos veces. Su primera esposa, Juliet Macpherson (hacia 1776-1850), era hija de James Macpherson (1736-1796), un probable traductor de los poemas de Ossian (ciclo de poemas épicos en gaélico). Se casaron el 31 de julio de 1810 en Edimburgo y tuvieron cuatro hijos y una hija:
- James (1812-)
- Charles Macpherson (1813-1828), ahogado.[5]
- David Edward Brewster (17 de agosto de 1815 -) se convirtió en oficial militar (teniente coronel), sirviendo en la India.[5][6]
- Henry Craigie (1816-1905) se convirtió en oficial militar y fotógrafo.[5][7]
- Margaret Maria Gordon (1823-1907) escribió un libro sobre Brewster,[8] que se considera la descripción más completa de su vida.

Se casó por segunda vez en Niza, el 26 (o el 27) de marzo de 1857, con Jane Kirk Purnell (nacida en 1827), la segunda hija de Thomas Purnell, de Scarborough. Lady Brewster se desmayó durante el debate sobre la evolución de Oxford del 30 de junio de 1860. Brewster murió en 1868, y fue enterrado en la Abadía de Melrose, junto a su primera esposa y su segundo hijo.

## Carrera

### Trabajo en óptica
Aunque Brewster terminó sus estudios de teología y tenía licencia para predicar, sus otros intereses lo distrajeron de los deberes de su profesión. En 1799, su compañero de estudios Henry Brougham lo persuadió para que estudiase la difracción de la luz. Los resultados de sus investigaciones fueron comunicados ocasionalmente a los Trasacciones Filosóficas de la Royal Society de Londres y a otras revistas científicas. El hecho de que otros científicos -principalmente Étienne-Louis Malus y Augustin Fresnel- siguieran las mismas investigaciones contemporáneamente en Francia no invalida la afirmación de que algunos de sus descubrimientos se produjeron de forma independiente, aunque en uno o dos casos la prioridad debe asignarse a otros. Otro compañero de clase menos conocido, Thomas Dick, también pasó a convertirse en un escritor astronómico popular.
Los temas más importantes de sus investigaciones se pueden enumerar bajo los siguientes cinco títulos:
1. Las leyes de polarización electromagnética por reflexión y refracción, y otras leyes cuantitativas de estos fenómenos
2. El descubrimiento de la estructura polarizante inducida por el calor y la presión
3. El descubrimiento de cristales con dos ejes de doble refracción, y muchas de las leyes de sus fenómenos, incluida la conexión entre la estructura óptica y las formas cristalinas
4. Las leyes de la reflexión metálica
5. Experimentos sobre la absorción de la luz

En esta línea de investigación, la importancia principal pertenece al descubrimiento de
1. La conexión entre el índice de refracción y el ángulo de polarización
2. Cristales biaxiales
3. La generación de doble refracción por calentamiento irregular

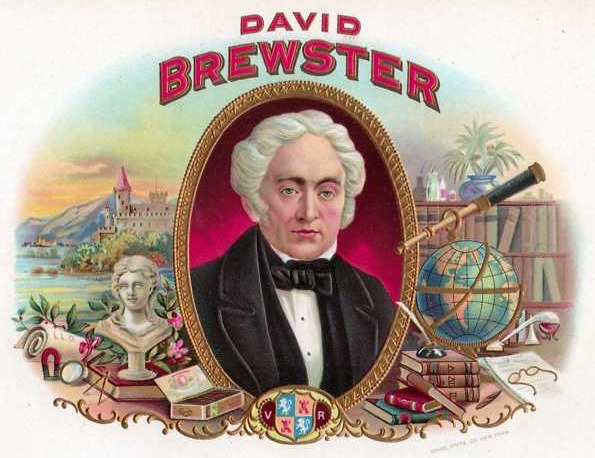
Imagen interior de una caja de puros de principios del con un retrato de Brewster.

Entre el público no científico, su fama se extendió principalmente por su invención en 1815 del caleidoscopio, para el que había una gran demanda en el Reino Unido, Francia y los Estados Unidos. Como reflejo de esta fama, el retrato de Brewster fue impreso más tarde en algunas cajas de cigarros. Brewster eligió al renombrado desarrollador de lentes acromáticas Philip Carpenter como el único fabricante del caleidoscopio en 1817. Aunque patentó el caleidoscopio en 1817 (GB 4136), se mostró una copia del prototipo a los ópticos de Londres y se copió antes de que se otorgara la patente. Como consecuencia, el caleidoscopio se produjo en grandes cantidades, pero no le produjo beneficios financieros directos. La invención resultó ser un gran éxito, con doscientos mil caleidoscopios vendidos en Londres y París en tan solo tres meses.

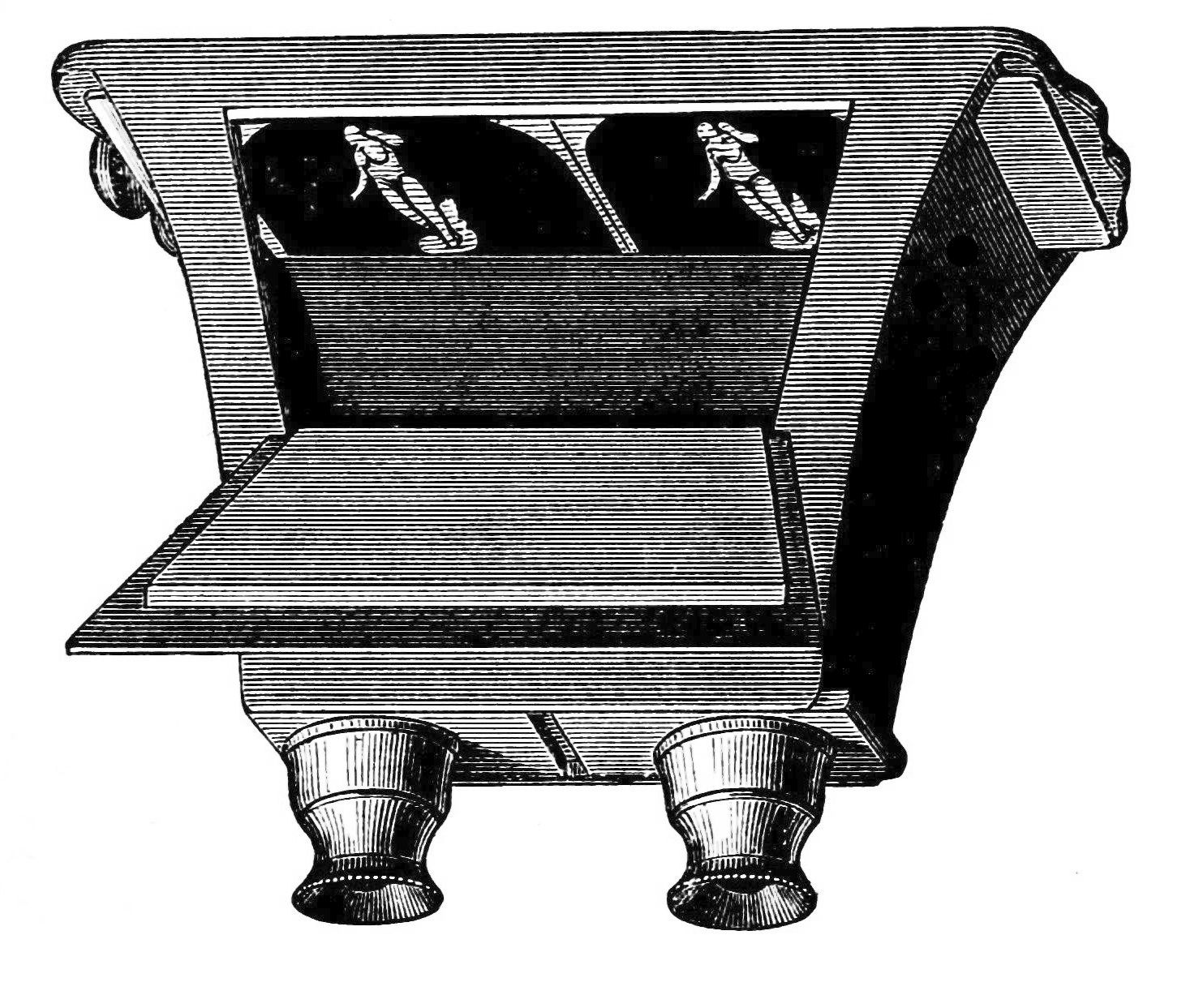
El estereoscopio Brewster, 1849.

Un instrumento de mayor significado fue el estereoscopio, que aunque de fecha muy posterior (1849), contribuyó junto con el caleidoscopio a popularizar su nombre. De forma contraria a como se ha afirmado a menudo, no fue invención de Brewster. Sir Charles Wheatstone descubrió su principio y lo aplicó ya en 1838 a la construcción de un instrumento engorroso pero eficaz, en el que las imágenes binoculares se combinaban por medio de espejos.. Rival tenaz de Wheatstone, Brewster no estaba dispuesto a darle crédito a la invención de su competidor, y propuso que el verdadero autor del estereoscopio fuese un tal Elliot, un "Maestro de Matemáticas" de Edimburgo, quien, según Brewster, había concebido los principios ya en 1823 y había construido una lente y el prototipo sin espejo en 1839, a través del cual se podían ver transparencias paisajísticas dibujadas, ya que la fotografía aún no se había inventado. La contribución personal de Brewster fue la sugerencia de utilizar prismas para unir las imágenes disímiles; y, en consecuencia, puede decirse que el estereoscopio lenticular es de su invención.
Un resultado mucho más valioso y práctico de las investigaciones ópticas de Brewster fue la mejora del sistema de faros costeros británicos. Aunque Fresnel, que también tuvo la satisfacción de ser el primero en ponerlo en funcionamiento, perfeccionó el aparato dióptrico de forma independiente, Brewster estuvo activo anteriormente en el campo que explotaría Fresnel, describiendo el aparato dióptrico en 1812. Presionó sobre las autoridades por lo menos ya en 1820 para que se adoptase, dos años antes de que Fresnel lo sugiriera, y finalmente se introdujo en los faros principalmente a través de los esfuerzos persistentes de Brewster.

### Otros trabajos

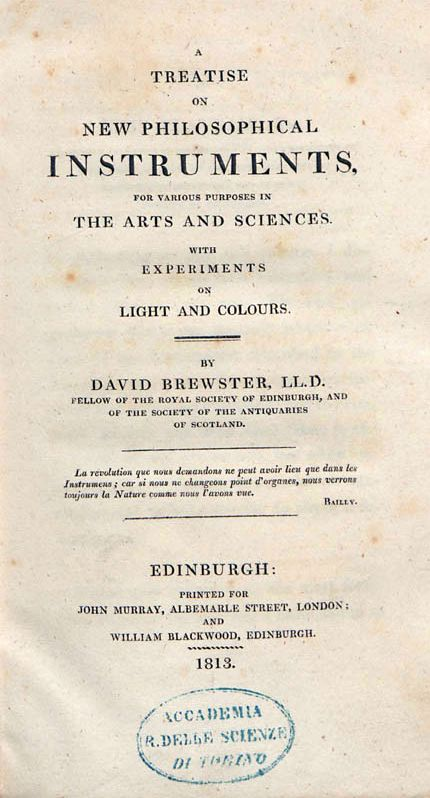
Treatise on new philosophical instruments for various purposes in the arts and sciences (Tratado sobre nuevos instrumentos filosóficos para diversos fines en las artes y las ciencias), 1813.

Aunque los descubrimientos propios de Brewster fueron importantes, no fueron su único servicio a la ciencia. Comenzó a escribir en 1799 como colaborador habitual del Edinburgh Magazine and Literary Miscellany, de la que fue editor 1802-1803 a la edad de veinte años. En 1807, asumió la dirección de la recién proyectada Enciclopedia de Edimburgo, cuya primera parte apareció en 1808, y la última solamente en 1830. La obra era la más fuerte en el área científica, y muchos de sus artículos más valiosos eran de la pluma del editor. Posteriormente, fue uno de los principales colaboradores de la Enciclopedia Británica (séptima y octava ediciones) escribiendo, entre otros, los artículos sobre electricidad, hidrodinámica, magnetismo, microscopio, óptica, estereoscopio y electricidad voltaica.  Fue elegido miembro de la American Antiquarian Society en 1816.
En 1819 Brewster emprendió una nueva labor editorial al establecer, junto con Robert Jameson (1774-1854), el Edinburgh Philosophical Journal, que ocupó el lugar del Edinburgh Magazine. Los primeros diez volúmenes (1819-1824) se publicaron bajo la dirección conjunta de Brewster y Jameson, y los cuatro volúmenes restantes (1825-1826) fueron editados por Jameson en solitario. Tras separarse de Jameson, Brewster fundó el Edinburgh Journal of Science en 1824, del que aparecieron 16 volúmenes bajo su dirección durante los años 1824-1832, con muchos artículos de su propia pluma.
Contribuyó con unos trescientos artículos a las transacciones de varias sociedades científicas, y pocos de sus contemporáneos escribieron tanto para las distintas revistas. Sólo en la North British Review aparecieron setenta y cinco artículos suyos. A continuación se incluye una lista de sus trabajos más extensos. Sin embargo, hay que hacer una mención especial a la más importante de todas ellas: su biografía de Sir Isaac Newton. En 1831 publicó la Vida de Sir Isaac Newton, un breve relato popular de la vida del filósofo, en Murray's Family Library, seguido de una edición americana de 1832 en Harper's Family Library; pero no fue hasta 1855 cuando pudo publicar la mucho más completa Memorias de la vida, escritos y descubrimientos de Sir Isaac Newton, una obra que plasmaba los resultados de más de 20 años de investigación de los manuscritos originales y otras fuentes disponibles.
La posición de Brewster como editor le ponía en contacto frecuente con los hombres científicos más eminentes, y fue naturalmente uno de los primeros en reconocer el beneficio que se obtendría de la comunicación regular entre aquellos en el campo de la ciencia. En una reseña del libro de Charles Babbage Decline of Science in England (La decadencia de la ciencia en Inglaterra) en  laJohn Murray's Quarterly Review, sugirió la creación de "una asociación de nuestra nobleza, clero, alta burguesía y filósofos". Esta propuesta fue adoptada por varios declinarios y se materializó rápidamente en la Asociación Británica para el Avance de la Ciencia. Su primera reunión se celebró en York en 1831; y Brewster, junto con Babbage y Sir John Herschel, tuvo el papel principal en la configuración de su constitución.
El mismo año en que la Asociación Británica celebró su primera reunión, Brewster recibió el honor de ser nombrado caballero y la condecoración de la Royal Guelphic Order (Real Orden Guélfica). En 1838, fue nombrado director de los colegios unidos de St Salvator y St Leonard, Universidad de St Andrews. En 1849, actuó como presidente de la Asociación Británica y fue elegido uno de los ocho asociados extranjeros del Instituto de Francia en sucesión de J. J. Berzelius; y diez años más tarde, aceptó el cargo de director de la Universidad de Edimburgo, cuyas funciones desempeñó hasta pocos meses antes de su muerte. En 1855, el gobierno de Francia lo nombró Officier de la Légion d'honneur.
Fue amigo íntimo de William Henry Fox Talbot, inventor del calotipo, que envió a Brewster los primeros ejemplos de su trabajo. Fue Brewster quien sugirió a Talbot que sólo patentara su proceso en Inglaterra, iniciando el desarrollo de la primera fotografía en Escocia y permitiendo finalmente la formación de la primera sociedad fotográfica del mundo, el Club del Calotipo de Edimburgo, en 1843. Brewster fue un miembro destacado del club hasta su disolución en algún momento a mediados de la década de 1850; sin embargo, su interés por la fotografía continuó, y fue elegido primer presidente de la Sociedad Fotográfica de Escocia cuando se fundó en 1856.
De temperamento exaltado y nervioso, Brewster era algo irritable en cuestiones de controversia; pero fue sometido repetidamente a graves provocaciones. Era un hombre de carácter altamente honorable y fervientemente religioso. Al estimar su lugar entre los descubridores científicos, lo principal que hay que tener en cuenta es que su genio no era característicamente matemático. Su método era empírico, y las leyes que establecía eran generalmente el resultado de repetidos experimentos. No aportó nada a la explicación final de los fenómenos que trató, y cabe destacar que, aunque no mantuvo hasta el final de su vida la teoría corpuscular, nunca adoptó explícitamente la teoría ondulatoria de la luz. Pocos discutirían el veredicto de James David Forbes, editor de la octava edición de la Encyclopædia Britannica: "Su gloria científica es diferente en tipo a la de Young y Fresnel; pero el descubridor de la ley de polarización de los cristales biaxiales, de la mineralogía óptica y de la doble refracción por compresión, ocupará siempre un lugar destacado en la historia intelectual de la época." Además de las diversas obras de Brewster ya mencionadas, pueden añadirse las siguientes: Notas e introducción a la traducción de Carlyle de los Elementos de geometría de Legendre (1824); Tratado de óptica (1831); Cartas sobre magia natural, dirigidas a Sir Walter Scott (1832) Los mártires de la ciencia, o las vidas de Galileo, Tycho Brahe y Kepler (1841); Más mundos que uno (1854).

En su Tratado demostró que los colores vegetales estaban relacionados con los espectros de absorción y describió por primera vez la fluorescencia roja de la clorofila.

## Ley de Brewster
- Ley de Brewster - Física - Al incidir un rayo de luz sobre la superficie de separación de dos medios ópticos, el rayo reflejado y el refractado sufren una polarización máxima cuando el ángulo de incidencia es tal que las direcciones de propagación de dichos rayos son perpendiculares.

## Otras publicaciones

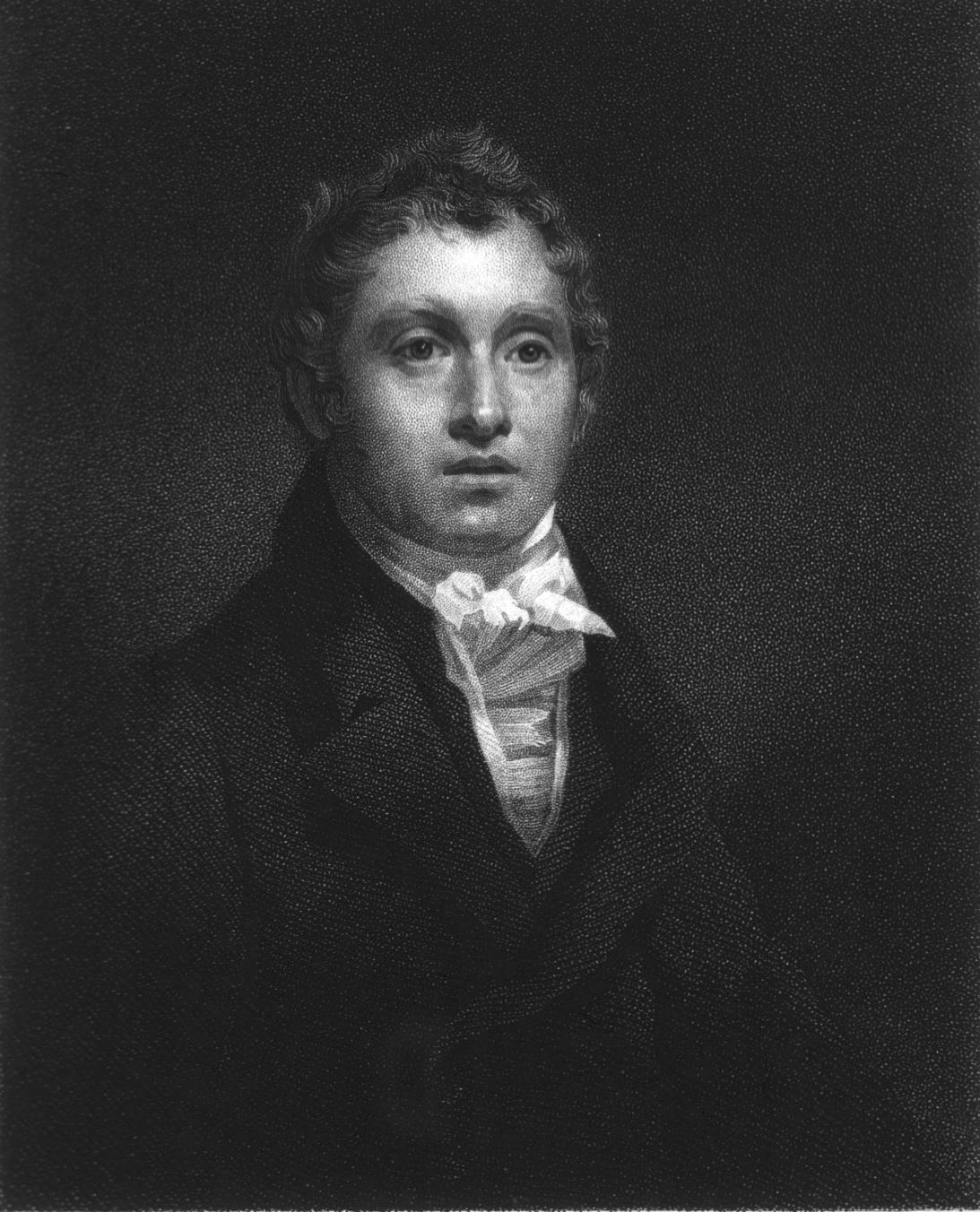
David Brewster.

- Notes and Introduction to Carlyle's translation of Legendre's Elements of Geometry. 1824
- Treatise on Optics. 1831
- Letters on Natural Magic, addressed to Sir Walter Scott. 1832
- The Martyrs of Science, or the Lives of Galileo, Tycho Brahe, and Kepler. 1841
- More Worlds than One. 1854

## Reconocimientos
- Sus descubrimientos fueron reconocidos rápidamente. Ya en 1807, el Marischal College otorgó a Brewster el grado de doctor en leyes por Aberdeen; en 1815 fue elegido miembro de la Royal Society de Londres y recibió la Medalla Copley; en 1818 recibió el Medalla Rumford de la sociedad; y en 1816 el Instituto de Francia le otorgó la mitad del premio de tres mil francos por los dos descubrimientos más importantes en ciencia física hechos en Europa durante los dos años anteriores.[3] En 1821, se convirtió en miembro extranjero de la Real Academia de las Ciencias de Suecia, y en 1822 en Miembro Honorario Extranjero de la Academia Estadounidense de las Artes y las Ciencias.[28]
- El edificio de física en Universidad Heriot-Watt lleva el nombre en su honor.
- El cráter lunar Brewster lleva este nombre en su honor.
- La abreviatura «Brewster» se emplea para indicar a David Brewster como autoridad en la descripción y clasificación científica de los vegetales.[29]
- «David Brewster». Índice Internacional de Nombres de las Plantas (IPNI). Real Jardín Botánico de Kew, Herbario de la Universidad de Harvard y Herbario nacional Australiano (eds.).